# Myroniwśkyj
Myroniwśkyj (ukr. Миронівський) – osiedle typu miejskiego na Ukrainie, w obwodzie donieckim, w rejonie bachmuckim. W 2001 liczyło 9403 mieszkańców.